# 高崎親廣
高崎 親廣（たかさき ちかひろ、1819年（文政2年） - 1877年（明治10年）6月26日）は、日本の武士（鹿児島藩士）。高崎親広。通称は九郎左衛門。長男に高崎親章。薩摩国（鹿児島県）日置郡市来郷出身。

## 経歴
藩校造士館で学び、1839年（天保10年）には大坂留守居の高崎金之進に従い上坂。京都・大坂で遊学した。帰藩後八田知紀に国学・和歌を学んだ後、市来郷で学舎を開いて子弟を教育した。
尊皇家で、毎朝皇居の方角を向いて遙拝し、決してその方角に足を向けて寝ることはなかった。しかし幕末の討幕運動は、故郷を離れられず、もっぱら子の親章に託していたという。1863年、薩英戦争に藩士として参戦。
明治維新後も故郷を離れなかったが、新政府への忠誠心は厚かった。西郷隆盛が下野し、1877年に中央政府と不穏な空気が高まると、中央にいた親章に政府の注意を促した。西南戦争が勃発すると、西郷軍に皇軍に抗してはならないと主張し、事態の収拾に当たった。しかし、西郷の私学校党たちの怒りを買い、5月26日自宅を襲撃され投獄された。6月26日、獄中で西郷軍の兵士に殺された。
西南戦争が政府軍の勝利に終わると、9月26日官命により遺骸を葬り、祭祀料を下賜された。